# Synagoge Stanisławów

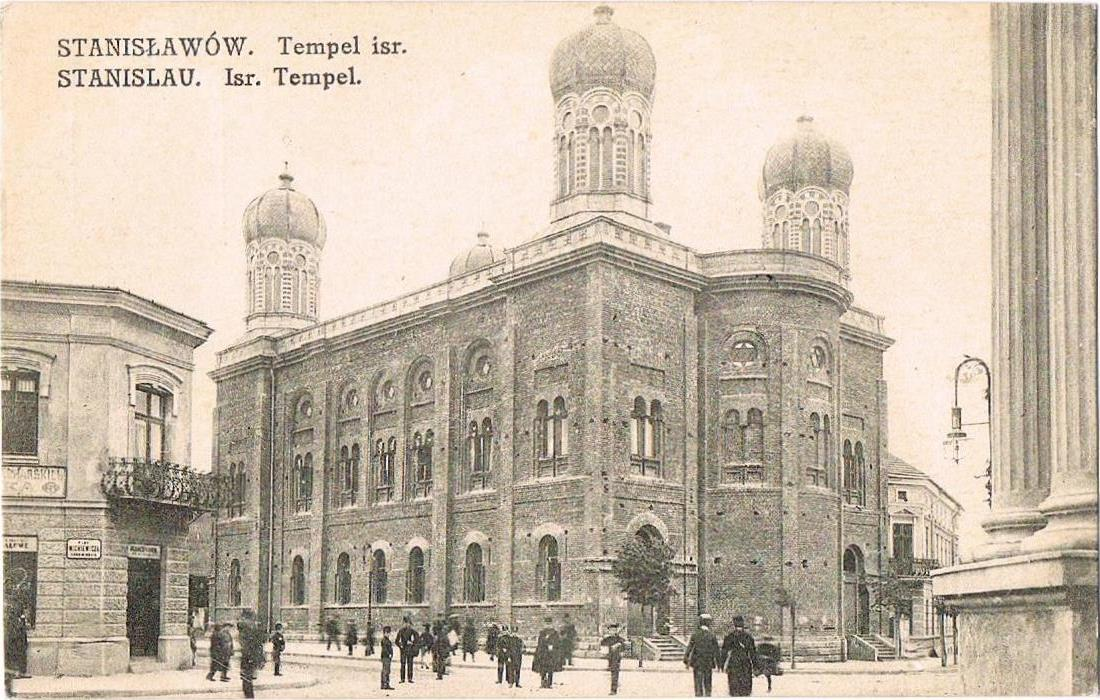
Tempel (Synagoge) Stanisławów ca. 1910

Die Synagoge Stanisławów, (deutsch Stanislau) in Galizien, heute Iwano-Frankiwsk in der Ukraine, meist als Tempel bezeichnet, wurde Ende des 19. Jahrhunderts als Synagoge des Reformjudentums nach Plänen des Wiener Architekten Wilhelm Stiassny im maurischen Stil errichtet. Nach dem Zweiten Weltkrieg wurde sie als Lagerraum genutzt und nach dem Zusammenbruch der Sowjetunion der neugegründeten örtlichen jüdischen Gemeinde übergeben, die jedoch nur einen sehr kleinen Teil des Gebäudes als Betraum benützt, während der größte Teil als Geschäftsräume dient.

## Geschichte

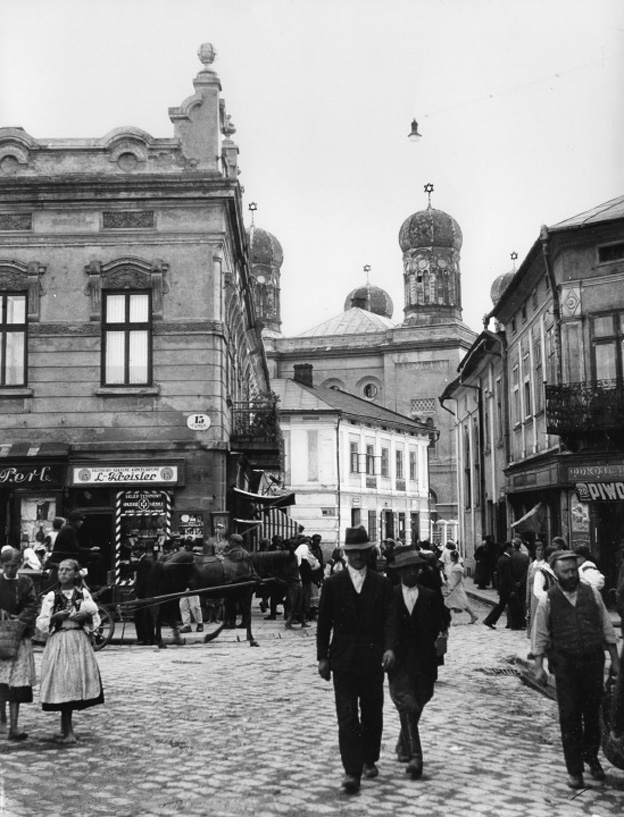
Blick auf die Synagoge von Stanisławów vom Marktplatz

Juden sind in Stanisławów seit seiner Gründung in der zweiten Hälfte des 17. Jahrhunderts ansässig. Im 18. Jahrhundert erhielten die Juden, die Ende des Jahrhunderts etwa 45 % der Bevölkerung ausmachten, erstmals die Erlaubnis, eine Synagoge zu errichten. Im frühen 19. Jahrhundert erreichte die jüdische Aufklärung, die Haskala, Stanisławów, der sich die wohlhabenden und gebildeten Juden anschlossen, die die jüdische Gemeinde der Stadt dominierten. Ende des Jahrhunderts fasste auch der Zionismus in Stanisławów Fuß.
Ende der 1860er Jahre war eine erste progressive Synagoge in Stanisławów eröffnet worden, die jedoch keinen Bestand hatte. 1888 wurde der Verein für den israelitischen Tempel gegründet, der sich bemühte, die finanziellen Voraussetzungen für den Bau der Reformsynagoge zu schaffen und die Ingenieure Georg und Maksymilian Schloss mit der Planung des Baus beauftragte. Nachdem diese die Pläne eingereicht hatten, beschloss der Verein im Februar 1894, sich für eine Überarbeitung der Pläne an den jüdischen Wiener Architekten Wilhelm Stiassny zu wenden.
Der Tempel wurde schließlich in den Jahren 1895–1899 nach den Plänen Stiassnys errichtet. Die Zeremonie der Grundsteinlegung durch den orthodoxen Rabbiner Izak Horowitz fand am 20. September 1895 statt, eingeweiht wurde die Synagoge am 4. September 1899. Als Rabbiner amtete Markus Braude. Im Ersten Weltkrieg wurde die Synagoge schwer beschädigt, konnte 1922 jedoch wieder geöffnet werden.

## Beschreibung
Der Tempel wurde an der Stelle einer früheren Griechisch-Katholischen Kirche, außerhalb des historischen jüdischen Viertels, in der Nähe des Marktplatzes entlang der Berka-Straße (heute: Stratschenych-Straße 7) erstellt. Es handelt sich um einen nach Südosten gerichteten Hallenbau im maurischen Stil mit vier Ecktürmen mit Kuppelhauben und Davidsternen an den Spitzen. In der Mitte der Fassade waren drei Eingänge für Männer, seitlich befanden sich die beiden Eingänge für die Frauen, die über die Treppen in den Ecktürmen auf die dreiseitige Frauenempore gelangten. Zwischen den Ecktürmen war das Vestibül, das zum Betraum der Männer führte.
Der Innenraum ist in einer Photographie überliefert. Die Apsis wurde durch dekorierte Säulen und Bogen betont, links und rechts waren zwei Zimmer für den Rabbiner und den Kantor, die auch direkte Eingänge von der Straße hatten. Ein Triumphbogen trennte den Betraum vom Altarbereich. Der Toraschrein, verziert mit einer Kuppel, die an Kuppeln anderer Synagogen von Stiassny erinnerte, und die Bima befanden sich auf der östlichen Estrade, zu der hölzerne Treppen führten, die noch erhalten sind. Die Synagoge hatte insgesamt 700 Sitzplätze.

## Sowjetische und deutsche Besatzung und Nachkriegszeit

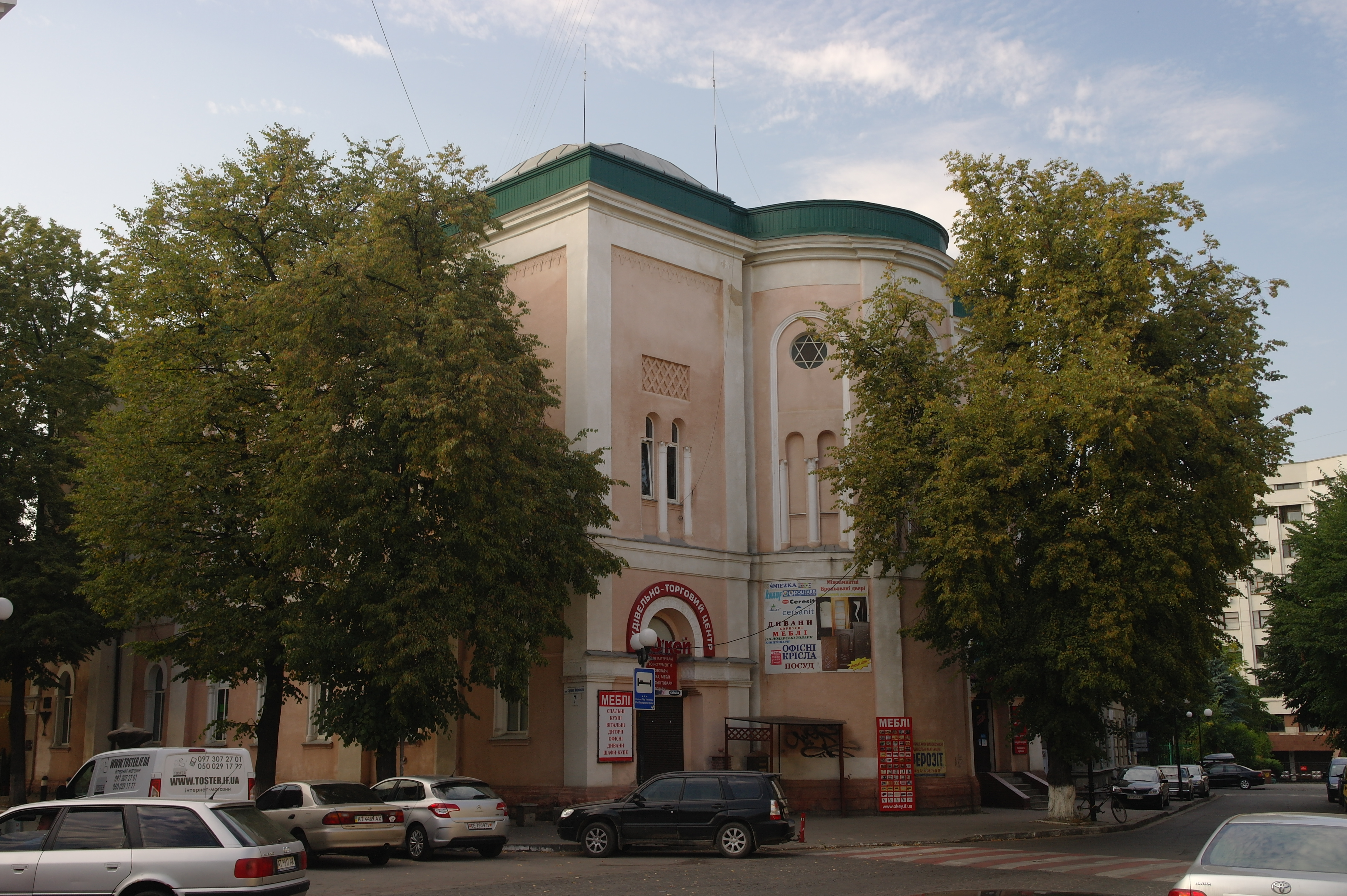
Synagoge Iwano-Frankiwsk 2015

1939 lebten rund 30.000 Juden in Stanisławów, und es gab mehr als 50 Synagogen in der Stadt, als sie von den sowjetischen Truppen am 18. September 1939 besetzt wurde. Am 20. Juli 1941, als die mit den Deutschen verbündeten Ungarn, die Stanisławów am 2. Juli 1941 nach dem deutschen Überfall auf die Sowjetunion besetzt hatten, die Stadt den Deutschen übergaben, lebten mehr als 40.000 Juden in Stanisławów. Die jüdische Bevölkerung der Stadt und die jüdischen Flüchtlinge, die sich in der Stadt aufhielten, wurden in mehreren Massakern von deutschen Polizeieinheiten, oft mit Hilfe von ukrainischen Freiwilligen, vor Ort ermordet, oder ins Vernichtungslager Belzec transportiert und dort umgebracht. Als die Rote Armee Stanisławów im Juli 1944 befreite, waren in der Stadt und ihrer Umgebung nur noch rund 100 Juden am Leben. Eine jüdische Gemeinde wurde nach dem Krieg nicht wieder errichtet.
In den 1950er Jahren wurden Renovationsarbeiten an der Synagoge ausgeführt, die bis 1991 von der Medizinischen Akademie als Lagerhaus genutzt wurde. 1956 wurden die vier Kuppelhauben der Ecktürme abgetragen, die Frauengalerie wurde geschlossen und ein durchgehendes zweites Geschoss eingebaut, zu dessen Unterstützung neue Pfeiler aufgezogen wurden.
Nach dem Zerfall der Sowjetunion hatte sich in Iwano-Frankiwsk wieder eine jüdische Gemeinde gebildet, der die Synagoge zurückgegeben werden konnte. Da sie für die kleine Gemeinde viel zu groß ist, dient der größte Teil des Gebäudes als Geschäftsräume. Die beiden Eingänge an der Ostseite, die früher in die zwei Zimmer für Rabbiner und Kantor führten, dienen als Eingänge für Geschäfte, und der Hauptbetraum wird als Verkaufsraum verwendet; nur ein kleiner Teil des Vestibüls an der Westseite wird noch als Synagoge genutzt.
Vor der Synagoge wurde im Juni 2004 ein Denkmal enthüllt, das jedoch nicht an die ermordeten Stanislauer Juden erinnert, sondern an Mitglieder der Organisation Ukrainischer Nationalisten (OUN), die am 17. November 1943 an dieser Stelle erschossen wurden. Für Satoko Tanaka, die mit einer Dissertation über den Architekten der Synagoge promovierte, symbolisiert dieses von künstlichen Blumenkränzen in den ukrainischen Nationalfarben gelb und blau umgebene Denkmal für den ukrainischen Nationalismus vor der Synagoge, dass die Juden, die einmal die Hälfte der Bevölkerung der Stadt bildeten, „in der Stadtgeschichte vergessen wurden.“